# Charly (Metropoli di Lione)
Charly è un comune francese di 4 470 abitanti situato nella metropoli di Lione della regione Alvernia-Rodano-Alpi.

## Società

### Evoluzione demografica
Abitanti censiti